# Dogpool
Dogpool és un personatge, un superheroi animal, de l'univers Marvel i un dels protagonistes destacats de la pel·lícula Deadpool & Wolverine del MCU estrenada al juliol del 2024. Als còmics, aquest gos mascle creat per Victor Gischler i Philip Bond, és una variant de Deadpool de la Terra-103173 també anomenada Wilson. Va aparèixer per primera vegada al número 3 de la sèrie Prelude to Deadpool Corps al març del 2010 i forma part de l'equip Deadpool Corps. El cànid que vivia al carrer, va ser capturat per al projecte Mascara X i es va veure sotmès a diversos experiments de prova de productes cosmètics que li van conferir la capacitat de regenerar-se. Quan van pensar que ja era inútil per als experiments, els científics es van desfer d'ell tirant-lo a un contenidor de la brossa. Un cop escapat del cubell, gràcies al seu poder, es féu l'estrella d'un circ.
Aquesta versió canina de Deadpool aparegué per darrera vegada al còmic del 2013 Deadpool Kills Deadpool #1, en el qual és assassinat per un doble malèfic de l'heroi mercenari d'un univers alternatiu. Al juliol del 2024, Marvel Comics va anunciar a la San Diego Comic-Con que es publicaria una sèrie de còmics titulada Dogpool, creada per Mackenzie Cadenhead i Enid Balám, que a més de la variant canina de Deadpool comptaria amb altres protagonistes animalsː un gat anomenat Catpool i un ratolí (Mousepool).

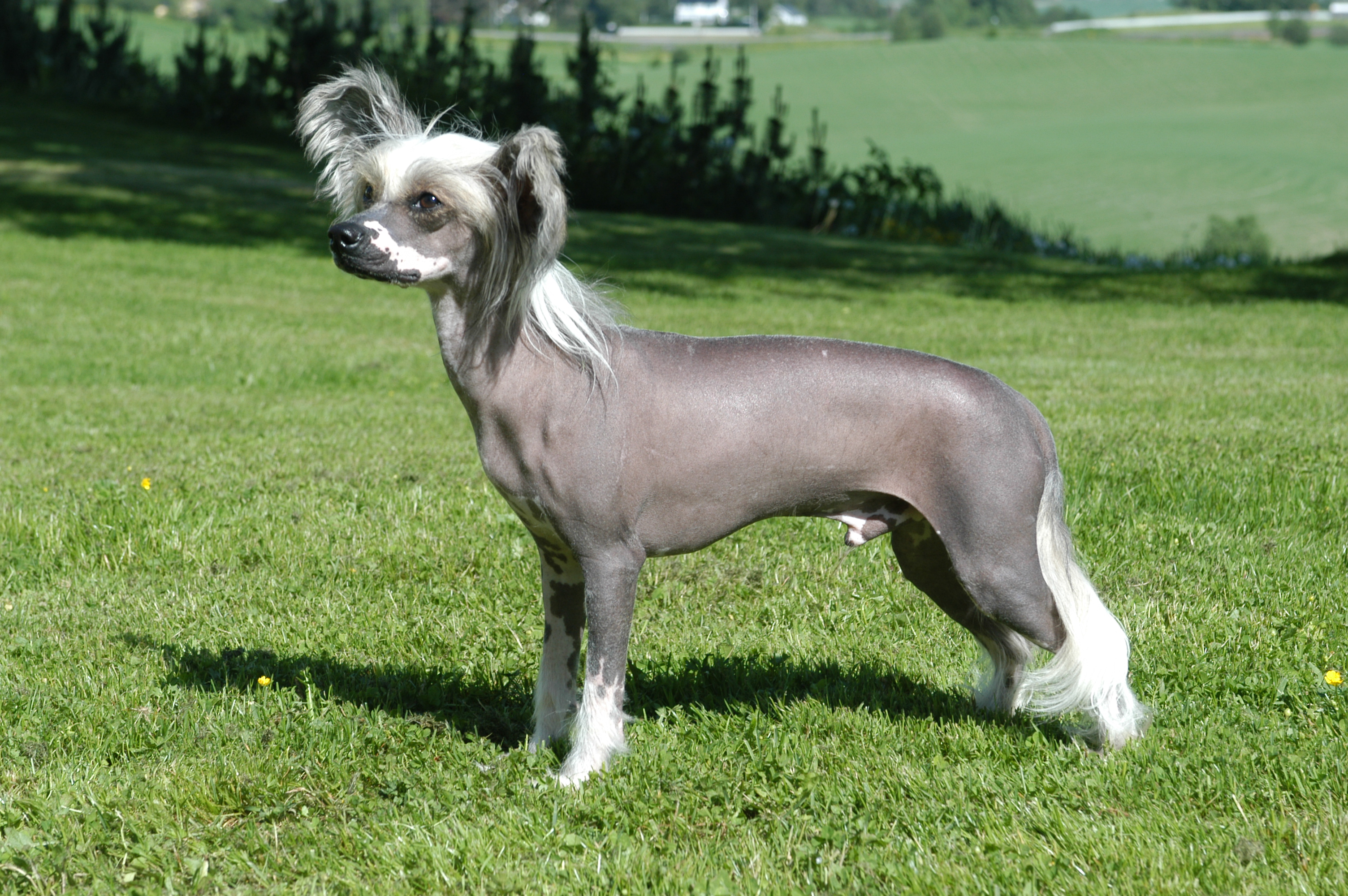
Un gos de tipus xinès crestat nan

Al món cinematogràfic, l'animal ha estat interpretat per Peggy, una gosseta de tipus pugese, ço es un híbrid de carlí i xinès crestat nan. La mascota, nascuda el 2018, és una gossa britànica que pertany a una família de l'East Yorkshire. L'adoptaren quan tenia sis mesos i es va fer famosa quan se li va atorgar el títol de ca més lleig del Regne Unit el 2023. L'actor principal del film Ryan Reynolds va anunciar el 9 de novembre del 2023, mitjançant un tuit a la xarxa social X, que Peggy/Dogpool formaria part del repartiment.
Dogpool, també anomenada Mary Puppins (joc de paraules que barreja 'pup', o sigui cadell en anglès i Mary Poppins) és la primera variant de Deadpool al multivers que troben el mercenari i Wolverine quan la TVA els llança al Buit tot i que va seguida després pel seu amo Nicepool, una versió pacífica i no desfigurada de Wade. Arran de la mort tragicòmica d'aquest, Deadpool esdevé el propietari de l'animal.

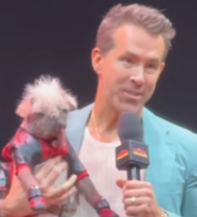
Dogpool/Peggy amb l'actor Ryan Reynolds (intèrpret de Deadpool)

Aprofitant l'estrena de la pel·lícula, a Londres la botiga del grup HMV situada a Oxford Street ha remplaçat el gos del seu logo icònic per Dogpool.
Aquesta variant cinematogràfica de Dogpool ja té la seva figurina Funko (n°1401) i el compte Instagram del personatge (https://www.instagram.com/dogpool/) ja compta més de 284.000 seguidors.